# Grigorij Kriss
Grigorij (Hrihorij) Jakovlevič Kriss (* 24. prosince 1940 Kyjev, Sovětský svaz) je bývalý sovětský a ukrajinský sportovní šermíř, který se specializoval na šerm kordem.
Sovětský svaz reprezentoval v šedesátých letech a počátkem sedmdesátých let. Zastupoval kyjevskou šermířskou školu, která spadala pod Ukrajinskou SSR. V roce 1964, 1968 a 1972 startoval na olympijských hrách, v soutěži jednotlivců získal zlatou a po čtyřech letech stříbrnou olympijskou medaili. V soutěži jednotlivců získal v roce 1971 titul mistra světa. Patřil k oporám sovětského družstva kordistů, se kterým vybojoval stříbrnou a bronzovou olympijskou medaili a získal titul mistra světa v roce 1967 a 1969.